# Nationalistische Partei (Philippinen)
Die Nationalistische Partei (Tagalog/spanisch Partido Nacionalista, englisch Nacionalista Party) ist die älteste politische Partei auf den Philippinen. Sie wurde am 29. April 1907 gegründet. Bereits bei den ersten Wahlen vom 30. Juli 1907 konnte die Partei 31 Sitze in der Philippinischen Versammlung erringen. Sie dominierte die philippinische Politik vor allem in den Jahren 1907 bis 1935 vor der Unabhängigkeit der Philippinen und auch in der Nachkriegszeit zwischen 1946 und 1972. Bedeutende Mitglieder der Partei waren unter anderem die Präsidenten Manuel Quezon, Manuel Roxas und Ferdinand Marcos, der von 1965 bis 1986 regierte.